# Asterope penricei
Asterope penricei är en fjärilsart som beskrevs av Rothschild och Jordan 1903. Asterope penricei ingår i släktet Asterope och familjen praktfjärilar. Inga underarter finns listade i Catalogue of Life.